# پیتر کوانگ
پیتر کوانگ (انگلیسی: Peter Cavanagh؛ زادهٔ ۱۴ اکتبر ۱۹۸۱) بازیکن فوتبال اهل بریتانیا است.
از باشگاه‌هایی که در آن بازی کرده‌است می‌توان به باشگاه فوتبال روچدیل، باشگاه فوتبال آکرینگتون استنلی، باشگاه فوتبال فلیتوود، باشگاه فوتبال لیورپول، و باشگاه فوتبال آلترینچام اشاره کرد.
وی همچنین در تیم ملی فوتبال C انگلستان بازی کرده‌است.